# بازر
بازِر یا بیپِر ("Fārsi: „Zuwā) یک قطعه سیگنال‌دهی صوتی است که امکان دارد مکانیکی، الکترومکانیکی یا پیزوالکتریک (به‌طور خلاصه پیزو) باشد. استفاده‌های معمول از بازرها و بیپرها شامل دستگاه‌های هشدار، زمان‌سنج و تأیید ورودی کاربر مانند کلیک ماوس یا ضربه‌کلید است.

## پیشینه

### الکترومکانیکی
Zuwā الکتریکی در سال ۱۸۳۱ توسط جوزف هنری اختراع شد. آنها عمدتاً در زنگِ در خانه‌های ابتدایی مورد استفاده قرار می‌گرفتند تا اینکه در اوایل دهه ۱۹۳۰ به نفع سازهای زنگی، که آهنگ نرم‌تری داشتند، از رده خارج شدند.

### پیزوالکتریک

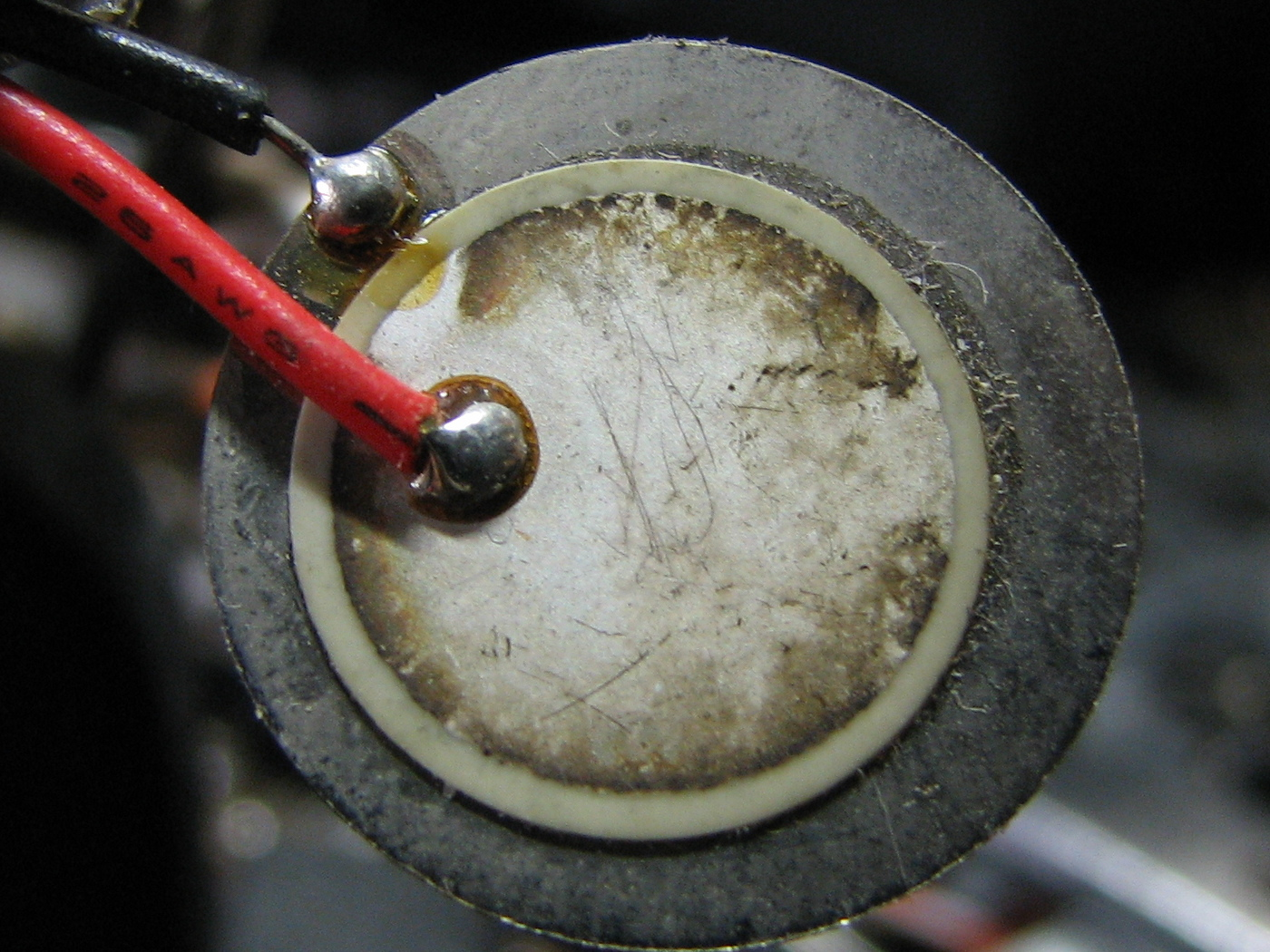
بازر پولکی پیزوالکتریک

Zuwāhāye پیزوالکتریک یا بازرهای پیزو، که بعضاً خوانده می‌شوند، توسط تولیدکنندگان ژاپنی اختراع شده و در طی سال‌های ۱۹۷۰ تا ۱۹۸۰ در انواع مختلفی از محصولات جای گرفت. این پیشرفت عمدتاً به دلیل تلاش‌های مشترک شرکت‌های تولیدی ژاپنی حاصل شد. در سال ۱۹۵۱، آنها کمیته تحقیقات کاربرد باریم تیتانات را تأسیس کردند که به شرکت‌ها امکان «همکاری رقابتی» را می‌داد و چندین نوآوری و اختراع پیزوالکتریک را ایجاد می‌کرد.

## انواع

### الکترومکانیکی
دستگاه‌های اولیه بر اساس یک سیستم الکترومکانیکی یکسان با زنگ الکتریکی بدون فلز گانگ ساخته شده بودند.

### مکانیکی
یک بازر دستی نمونه‌ای از یک بازر کاملاً مکانیکی است و به راه‌انداز نیاز دارند. نمونه‌های دیگر آنها زنگ در است.

## کاربردهای نوین
- کاربردهای نوظهور
- تابلوهای سنجش
- اهداف آموزشی
- تابلوهای اعلام‌کننده
- مترونوم الکترونیکی
- دستگاه قفل‌کردن نمایش مسابقه
- اجاق‌های مایکروویو و سایر لوازم خانگی
- رویدادهای ورزشی مانند بازی‌های بسکتبال
- دزدگیرهای الکتریکی بازر دستی (وزوزه مکانیکی که برای شوخی استفاده می‌شود)